# Jason Lowe (Dartspieler)
Jason Lowe (* 30. Oktober 1972 in Cradley Heath, West Midlands) ist ein englischer Dartspieler.

## Karriere
Jason Lowe nahm bei den Players Championships 2006 an einem Turnier der Professional Darts Corporation teil. In Hayling Island erreichte er das Viertelfinale, wo er gegen Denis Ovens mit 2:3 verlor. 2015 folgte eine Teilnahme am World Masters. Dort kam er unter die letzten 80 und schied hier gegen Danny Noppert aus. 2017 und 2018 nahm er ohne eine Tourkarte gewinnen zu können an der PDC Qualifying School teil. Bei den UK Open Qualifiers 2018 konnte er beim vierten Turnier das Halbfinale erreichen und sich für die UK Open 2018 qualifizieren, wo er bis in die fünfte Runde kam. Auf der Challenge Tour erreichte er zweimal das Halbfinale und einmal ein Endspiel, welches er jedoch gegen Michael Barnard verlor. Beim European Darts Matchplay 2018 gab er dann sein Debüt auf der European Darts Tour und konnte sich direkt bis ins Achtelfinale spielen. Nach einem Jahr Abstinenz trat Lowe bei der Qualifying School 2020 in Wigan wieder in Erscheinung und konnte sich am ersten Tag im Endspiel gegen Steve Brown durchsetzen und eine Tourkarte gewinnen. Auch bei den UK Open 2020 konnte Lowe die fünfte Runde erreichen und scheiterte nur knapp im Decider gegen Michael van Gerwen. Es folgten gute Ergebnisse bei den Players Championships 2020 und der damit verbundenen Qualifikation für die Players Championship Finals 2020, wo er jedoch bereits in Runde eins ausschied.
Über die PDC Pro Tour Order of Merit im Jahr 2020 qualifizierte Lowe sich für die PDC World Darts Championship 2021. Bei seinem Weltmeisterschafts-Debüt verlor er in der 3. Runde gegen  Devon Petersen mit 0:4.
Ende 2022 verlor Lowe seine Tour Card. Auf der Teilnehmerliste für die Q-School 2023 tauchte sein Name daraufhin nicht auf, womit er sich die Tour Card auch nicht zurück erspielen wird.

## Weltmeisterschaftsresultate

### PDC
- 2021: 3. Runde (0:4-Niederlage gegen  Devon Petersen)
- 2022: 2. Runde (2:3-Niederlage gegen  José de Sousa)